# Mormorsgruvan

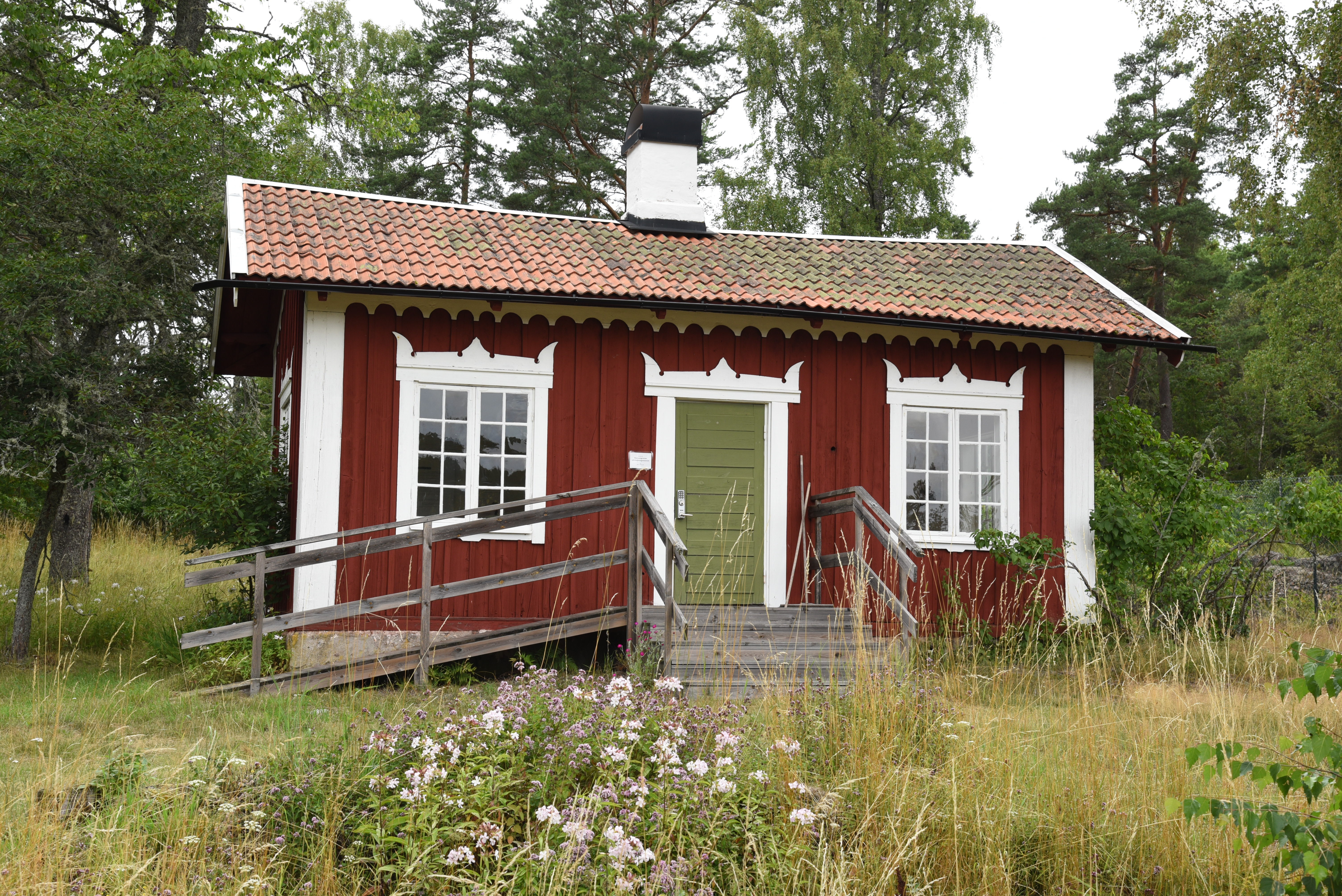
Mormorsgruvans gruvmuseum.

Mormorsgruvan är en koppargruva utanför Åtvidaberg som tillhör Närstads gruvfält. Den är den största gruvan i gruvfältet och är 407 meter djup. Här bröts koppar från 1200-talet fram till slutet av 1800-talet.
Gruvan ägs av Baroniet Adelswärd som också är ägare av Bersbo koppargruvor.